# Nate Cartmell
John Nathaniel "Nate" Cartmell (Uniontown, 13 de enero de 1883-Nueva York, 23 de agosto de 1967) fue un atleta y campeón olímpico de EE. UU., poseedor de cuatro medallas en dos Juegos Olímpicos.

## Carrera
Velocista, compitió en los Juegos Olímpicos por primera vez en St. Louis 1904, cuando ganó dos medallas de plata en los 100 m y 200 m guion. En Londres 1908, recoge otra de bronce en los 200 m de su récord de medallas individuales. Pero fue en los equipos de relevos mixtos para el 1600 m junto con Melvin Sheppard, John Taylor y William Hamilton se convirtió en campeón olímpico, con la victoria del equipo de 3m29s4, la única vez que la evidencia - en la que cuatro corredores corrieron 200 m , 400 m y 800 m, por lo que la distancia total - se jugó en los Juegos Olímpicos.
Una cosa curiosa sucedió a Nate Cartmell en Londres. Se vio envuelto en una pelea con un policía en la calle y corrió de regreso al hotel, sabiendo que el hombre no podía llegar a ella a pie. Más tarde, la policía fue a donde estaba alojado el equipo olímpico de EE. UU. y arrestaron a Charles Hollaway, al igual que Nate, pero que no tenía nada que ver con el caso. Sabía que el hecho y fue a la comisaría de policía para entregarse, pero Hollaway había sido puesto en libertad bajo fianza y se escabulló de vuelta al hotel.

## Vida posterior
Después de salir de las pistas, se convirtió en entrenador de atletismo y baloncesto en varias universidades. También entrenó a los equipos de atletismo en pista y campo a través de la Universidad de Pensilvania, su alma mater, de 1923 a 1933, poniendo fin a su carrera como entrenador de la Academia Militar de Estados Unidos en 1956.